# Bergsjö landsfiskalsdistrikt
Bergsjö landsfiskalsdistrikt var 1918–1964 ett landsfiskalsdistrikt i Gävleborgs län, bildat när Sveriges indelning i landsfiskalsdistrikt trädde i kraft den 1 januari 1918, enligt beslut den 7 september 1917. Den 1 januari 1965 avskaffades i Sverige samtliga landsfiskaler och landsfiskalsdistrikt, och deras arbetsuppgifter delades upp på de nyskapade indelningarna polisdistrikt, åklagardistrikt och kronofogdedistrikt.
Landsfiskalsdistriktet låg under länsstyrelsen i Gävleborgs län.

## Ingående områden
Landsfiskalsdistriktet bestod ursprungligen av de två kommunerna Bergsjö och Hassela. När Sveriges nya indelning i landsfiskalsdistrikt trädde i kraft den 1 januari 1952 (enligt kungörelsen 1 juni 1951) införlivades Gnarps landskommun från det upplösta Gnarps landsfiskalsdistrikt.

### Från 1918
- Bergsjö landskommun
- Hassela landskommun

### Från 1952
- Bergsjö landskommun
- Gnarps landskommun
- Hassela landskommun